# (232) Russia
(232) Russia ist ein Asteroid des mittleren Hauptgürtels, der am 31. Januar 1883 vom österreichischen Astronomen Johann Palisa an der Universitätssternwarte Wien entdeckt wurde.
Der Asteroid wurde benannt nach dem ehemaligen Kaiserreich Russland. Die Benennung erfolgte durch Baron Basil von Engelhardt aus Dresden, der in Russland geboren war. Das Engelhardt-Observatorium bei Kasan entstand aus einer Schenkung der Instrumente von Engelhardts privater Sternwarte in Dresden.

## Wissenschaftliche Auswertung
Aus Ergebnissen der IRAS Minor Planet Survey (IMPS) wurden 1992 Angaben zu Durchmesser und Albedo für zahlreiche Asteroiden abgeleitet, darunter auch (232) Russia, für die damals Werte von 53,3 km bzw. 0,05 erhalten wurden. Eine Auswertung von Beobachtungen durch das Projekt NEOWISE im nahen Infrarot führte 2011 zu vorläufigen Werten für den Durchmesser und die Albedo im sichtbaren Bereich von 54,7 km bzw. 0,03. Nach der Reaktivierung von NEOWISE im Jahr 2013 und Registrierung neuer Daten wurden die Werte 2015 zunächst mit 51,4 oder 52,7 km bzw. 0,04 angegeben und dann 2016 korrigiert zu 52,0 km bzw. 0,04, diese Angaben beinhalten aber alle hohe Unsicherheiten.
Photometrische Messungen des Asteroiden fanden erstmals statt am 13. und 15. Oktober 2007 am Oakley Southern Sky Observatory in New South Wales, Australien. Obwohl die aufgezeichnete Lichtkurve ziemlich lückenhaft war, konnte einigermaßen sicher auf eine lange Rotationsperiode von etwa 21,8 h geschlossen werden. Auch eine umfangreiche Beobachtung vom 7. Januar bis 5. März 2009 am Shadowbox Observatory in Indiana konnte dieses Ergebnis mit einer abgeleiteten Periode von 21,91 h bestätigen.
Am Organ Mesa Observatory in New Mexico gab es im Jahr 2014 zwei Beobachtungskampagnen, einmal vom 25. März bis 7. April und dann noch einmal vom 28. April bis 25. Mai, jeweils während 8 Nächten. Eine Darstellung aller 16 Sitzungen auf einer einzigen Lichtkurve zeigte eine große Abweichung zwischen den Beobachtungen der ersten Kampagne bei einem großen Phasenwinkel und den Beobachtungen der zweiten Kampagne bei einem kleinen Phasenwinkel. Die Periode, die alle Sitzungen am besten repräsentierte, beträgt 21,905 h, in guter Übereinstimmung mit den früheren Ergebnissen. Auch Messungen im gleichen Zeitraum vom 11. bis 28. Mai 2014 am Center for Solar System Studies (CS3) in Kalifornien ergaben eine Rotationsperiode von 21,882 h.
Eine Durchmusterung im Rahmen der Palomar Transient Factory (PTF) am Palomar-Observatorium in Kalifornien ab 2009 bestätigte in einer Untersuchung von 2015 diese Bestimmungen der Rotationsperiode von (232) Russia mit einem Wert von etwa 21,89 h. Aus thermischen Infrarot-Daten wurde außerdem ein Durchmesser von 54,0 ± 0,6 km abgeleitet. Neue photometrische Beobachtungen erfolgten dann noch einmal vom 6. Mai bis 12. Juli 2018 mit ferngesteuerten Teleskopen an drei Observatorien auf Malta: dem Znith Observatory, dem Flarestar Observatory und dem Antares Observatory. Die Auswertung ergab eine Periode von 21,901 h.
Aus archivierten Daten des Asteroid Terrestrial-impact Last Alert System (ATLAS) aus dem Zeitraum 2015 bis 2018 wurden dann in einer Untersuchung von 2020 mit der Methode der konvexen Inversion für ein dreidimensionales Gestaltmodell des Asteroiden zwei alternative Positionen für die Rotationsachse mit retrograder Rotation sowie eine Periode von 21,9071 h bestimmt. Zwischen 2012 und 2018 wurden mit der All-Sky Automated Survey for Supernovae (ASAS-SN) auch photometrische Daten von 20.000 Asteroiden aufgezeichnet. Auf mehr als 5000 davon konnte erfolgreich die Methode der konvexen Inversion angewendet werden, darunter auch (232) Russia, für die in einer Untersuchung von 2021 ein verbessertes dreidimensionales Gestaltmodell für zwei alternative Rotationsachsen mit retrograder Rotation und einer Periode von 21,9064 h berechnet wurde.
Aus den Daten von ATLAS konnte in einer Untersuchung von 2022 mit der Methode der konvexen Inversion noch einmal eine Rotationsperiode von 21,907 h berechnet werden. Im Jahr 2023 wurde aus photometrischen Messungen von Gaia DR3 erneut ein dreidimensionales Gestaltmodell des Asteroiden für eine Rotationsachse mit retrograder Rotation und einer Periode von 21,905 h berechnet.